# 賽鴿風雲
《賽鴿風雲》為國家地理頻道監製的第一批與台灣有關的紀錄片之一，也是國家地理頻道與前景娛樂（Flash Forward Entertainment）及行政院新聞局合作的《綻放真台灣》（Taiwan to the World）紀錄片系列的第三部紀錄片。2006年第41屆金鐘獎，《賽鴿風雲》獲得電視金鐘獎非戲劇類節目導演（播）獎。
《賽鴿風雲》以平實正面角度，描繪賭金高達千萬美金、一隻鴿子身價達20萬美金的職業賽鴿比賽。因為體裁特殊，由沈可尚執導的該片，已於超過140個國家的無線電視或有線電視頻道播映。
因為職業賽鴿於台灣並不合法，又有賭博跟非法勢力介入的謠傳，《賽鴿風雲》籌拍皆不順利；經過5個月諮詢，才確定紀錄片主角。而這部長達57分鐘的紀錄片，其正式拍攝過程更長達14個月。